# Haringvliet (bras de mer)
Pour les articles homonymes, voir Haringvliet.
Le Haringvliet est un ancien bras de mer de la mer du Nord, en Hollande-Méridionale entre Voorne-Putten et Hoeksche Waard au nord, et Goeree-Overflakkee au sud. Il reçoit les eaux du Hollands Diep qui est le nom donné à cet endroit à la Meuse. Il est barré par le Haringvlietdam qui le sépare de la mer du Nord.

## Origine
Avant 1200, Voorne et Flakkee formaient une seule île. Vers 1250 la Striene un ancien bras de l'Escaut a été absorbée par le delta. Après que des tempêtes de marées aient modifié la côte, le Haringvliet se forme en reprenant en partie l'emplacement de la Striene, formant en amont le Hollands Diep. Le Haringvliet s'est appelé le Flakkee jusqu'au XIXe siècle.

## Fermeture
En 1970, dans le cadre du Plan Delta, le Haringvliet a été séparé de la mer du Nord par le Haringvlietdam, l'écluse Goereese permet tout de même la navigation des gros conteneurs.
Autrefois la rivière Spui qui débouche entre Hoeksche Waard et Voorne Putten, était un affluent. Maintenant les eaux du Harinvliet se déversent dans la Spui et dans le Haringvlietdam selon un calcul basé sur le débit, pour que les eaux du port de Rotterdam ne soient pas salinisées.  
Le pont du Haringvliet relie Hoeksche Waard et le Hellegatsplein.

### Conséquences
La fermeture du Haringvliet a entraîné, en plus de la disparition de l'eau salée au profit d'eau saumâtre, la perte de l'influence des courants et de la marée. Ceci a eu une influence énorme sur la nature. Le Biesbosch n'étant plus régulièrement sous l'eau, les joncs et les roseaux proliférèrent. Des poissons comme la grande alose, alose feinte et l'esturgeon disparurent presque totalement des eaux hollandaises.
L'étendue de la pollution organique, provenant de l'élevage intensif du Brabant-Septentrional mèna à une pollution bactérienne dont beaucoup d'oiseaux furent victimes.

### Possibilité de retour des marées
En 1997, des études ont montré que laisser les écluses du Haringvliet fermées ne serait peut-être pas la meilleure solution écologique. Pour restaurer la nature originale du delta d'un fleuve, il convient, comme pour l'Escaut oriental, de ne les fermer que pour les hautes eaux.
En 2003, le gouvernement décide d'ouvrir temporairement les écluses. Ainsi devrait apparaitre un territoire transitoire entre l'eau douce et salée. 
Cette entre-ouverture a d'autres conséquences. Des groupes d'intérêts veulent que l'état compense les adaptations de l'infrastructure d'eau douce de Zélande et le retour possible de la marée. En 2004 il a été décidé que l'entre-ouverture serait prolongée, à partir du 1er janvier 2008, en fonction d'études supplémentaires. 
Avec l'ouverture partielle, on espère un rétablissement partiel de l'écosystème de la lagune, la diminution de l'envasement du Haringvliet  et une amélioration de la qualité d'eau.
| \| Localisation du Plan Delta dans le Monde \| Algerakering Anvers Bathse spuisluis Belgique Brouwersdam Canal de l'Escaut au Rhin Eau douce Eau de mer Escaut occidental Escaut oriental Grevelingendam Haringvliet Haringvlietdam Hartelkering Hellegatsdam Maeslantkering Markiezaatskade Mer du Nord Oesterdam Oosterscheldekering Pays-Bas Philipsdam Pont du Haringvliet Pont de Zélande Rotterdam Tunnel de l'Escaut occidental Veerse Gatdam Volkerakdam Zandkreekdam |
| Localisation du Plan Delta dans le Monde |